# Rex Staten
Rex Staten   (Fontana, 22 de gener de 1955) és un antic pilot professional de motocròs nord-americà. Va competir als Campionats AMA entre el 1972 i el 1981. Malgrat no haver-ne guanyat mai cap títol (els seus millors resultats van ser sengles segons llocs al Campionat AMA de 500cc i a la Trans-AMA el 1978), Staten va ser un dels pilots de motocròs més reeixits de la dècada del 1970 als Estats Units. El seu estil de pilotatge ràpid i espectacular li va valdre el sobrenom de Rocket Staten ("Staten el coet"). Aquesta faceta, a més, va fer que sovint improvisés moviments agosarats als salts, cosa que el converteix en un dels pioners d'allò que va acabar esdevenint el Freestyle Motocross dues dècades més tard.
El 2020, Rex Staten va rebre el premi Edison Dye a la trajectòria.

## Biografia

### Els inicis
Nascut a Fontana, al comtat de San Bernardino, ben a prop dels deserts del sud de Califòrnia, Staten va començar a conduir-hi motocicletes a nou anys acompanyant el seu pare, "Slim", amb una antiga Jawa 125. A dotze anys, quan ja disposava d'una OSSA 175, va convèncer el seu pare que el deixés participar en una cursa de desert i la va guanyar. Des d'aleshores no va fer més que progressar i, a l'edat de quinze anys, va debutar com a privat a les renyides curses de motocròs del sud de Califòrnia. Amb l'OSSA, Staten dominava fàcilment la resta de competidors, fins al punt que el 1970, a encara no setze anys i amb llicència Júnior, el van incloure a la categoria Experts en una cursa on hagué de competir amb pilots professionals del nivell de Brad Lackey, John DeSoto, Billy Clements, Eddie Cole i Dave Rogers. Staten en va guanyar la primera mànega després de mantenir un duel espectacular amb Clements, tot i haver de córrer les darreres voltes amb la seva Stiletto sense direcció per avaria.

### Als campionats AMA (1972-1981)
El 1972, Staten va competir amb una ČZ semi-privada a les curses que tenien lloc a Califòrnia del primer Campionat AMA de 250cc, instaurat aquell any, i ja va obtenir-hi un podi. Fou durant aquella època quan, arran de la seva impressionant manera de córrer a les curses nocturnes de Corona, un periodista de Cycle News el definí com «a Rocket on the track» ("un coet a la pista"), un sobrenom que l'ha acompanyat des d'aleshores. En una ocasió, al Corona Raceway, els organitzadors van oferir una recompensa de 50 dòlars per a qui pogués vèncer Staten. Tot l'equip oficial de Yamaha (Gary Jones amb el seu germà DeWayne, Jimmy Weinert i Marty Tripes) era allà i, malgrat intentar-ho i arribar a provocar una picabaralla amb el seu pare per tal de distreure'l, cap d'ells no va poder guanyar-lo i endur-se aquella bonificació.

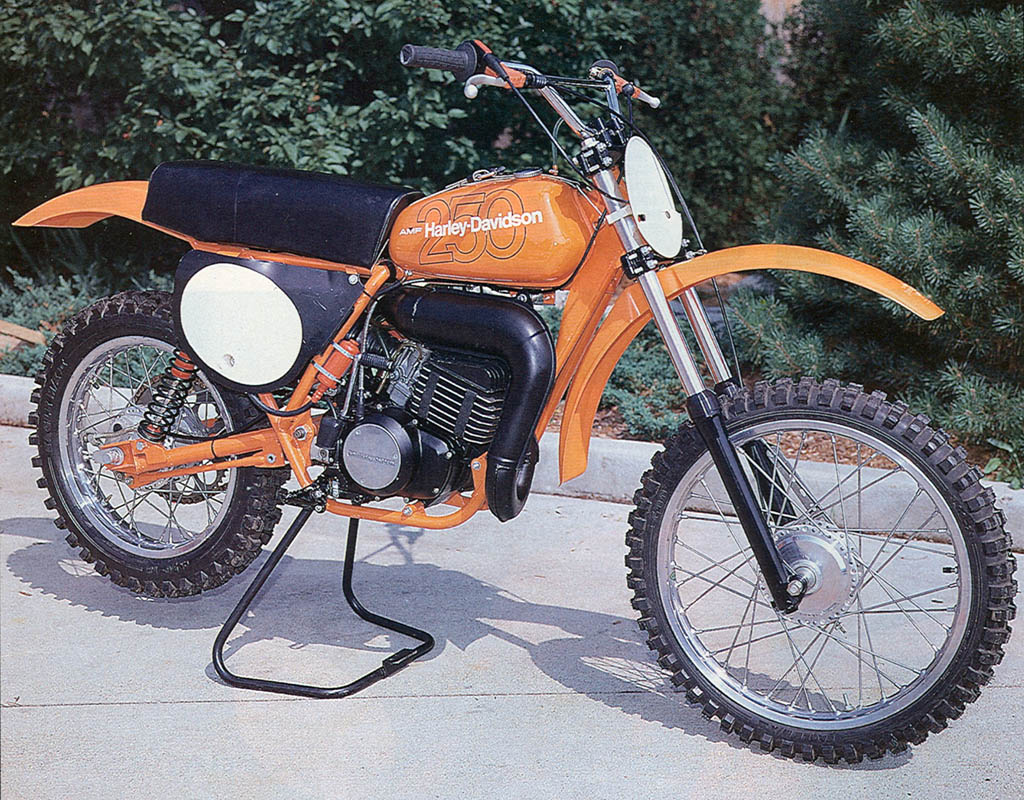
Una Harley-Davidson MX-250 de motocròs dels volts de 1978

El 1973, a 18 anys, va decidir dedicar-se en exclusiva al motocròs i aquell any mateix, amb una Maico, va guanyar 76 de les 95 curses en què va competir. El 1974 el va fitxar Honda, amb la qual va obtenir diversos èxits com ara la victòria en una mànega, davant de Roger De Coster, al Supercross de Daytona en la classe de 500cc i el setè lloc final a la Inter-AMA de 250cc. Durant el 1975 va córrer sovint amb una Maico i va obtenir també el patrocini d'un distribuïdor de ČZ, amb la qual va arribar a dominar la primera part del Gran Premi dels Estats Units de 500cc, a Carlsbad, fins que se li van trencar els ancoratges del motor. Tot i així, va acabar-hi quart.
El 1976, Harley-Davidson el va fitxar com a pilot de proves amb l'encàrrec de fer debutar en competició les seves noves motos de motocròs de 250 i 500cc. Aquell any formà part, al costat de Bob Hannah, Tony DiStefano i Kent Howerton, de l'equip dels Estats Units que acabà cinquè al Motocross des Nations. L'aventura de curta durada de Harley-Davidson al motocròs va acabar el 1978 per manca de finançament i Staten va entrar aleshores a l'equip de fàbrica de Yamaha, amb la qual acabà segon aquell any tant al Campionat AMA de 500cc com a la Trans-AMA. Al setembre, a més, va substituir el lesionat Rick Burgett a l'equip nord-americà del Trophée des Nations i el Motocross des Nations.
El 1979, Staten fou cinquè al campionat AMA de 500cc amb la Yamaha. El 1980 competí com a semi-privat amb una Maico i va guanyar el campionat "CMC California Golden State", tant en 250cc com en 500cc. Durant la temporada, a més, va guanyar el Supercross de Daytona davant de Marty Smith.

### A Sud-àfrica (1981-1984)
El 1981, amb una Honda XL350, va guanyar el Campionat del Món de motocròs quatre temps, una cursa anual que se celebrava aleshores al circuit de Glen Helen, ben a prop de casa seva. Tot seguit, va acceptar una invitació per a competir a Sud-àfrica amb una Yamaha. Després de tres èxits consecutius a les tres primeres proves que hi va córrer, va entrar a l'equip oficial de Yamaha a Sud-àfrica i finalment es va estar tres anys vivint al país. El 1982 va guanyar el campionat de Sud-àfrica de 500cc i el 1983 el de 250cc. El 1984 fou subcampió de 250cc. El seu pas per aquest campionat va transformar per sempre el motocròs sud-africà. Futurs campions del món com ara Greg Albertyn, Grant Langston, Tyla Rattray i altres es van inspirar en Rex Staten i encara actualment és considerat un mite del motocròs en aquest país.

### Retirada
Un cop tornat als Estats Units el 1985, Staten va guanyar quatre edicions del Campionat del Món de veterans (una cursa que se celebra també a Glen Helen) entre el 1988 i el 1992. El 1993 va obtenir el rècord de volta ràpida als campionats del món de resistència de 24 hores en curses de desert. El 1998 va guanyar el Desert Vipers GP i va guanyar dues vegades el campionat de motocròs "Mammoth Mountain" en la categoria de majors de 40.
L'any 2000, Rex Staten es va retirar definitivament de les competicions després de més de 30 anys de carrera i més de 2.000 victòries en curses de campionats americans i internacionals. Actualment treballa de lampista i fa d'instal·lador de canonades. Sovint ha col·laborat en la rehabilitació dels presos de l'estat de Califòrnia tot ensenyant-los l'ofici de la fontaneria.

## Palmarès

### Títols per any
| Any  | Equip    | Campionat                     | Classe |
| ---- | -------- | ----------------------------- | ------ |
| 1980 | Maico    | CMC California Golden State   | 500cc  |
| 1980 | Maico    | CMC California Golden State   | 250cc  |
| 1981 | Honda    | Campionat del món de 4T       | -      |
| 1982 | Yamaha   | Campionat de Sud-àfrica       | 500cc  |
| 1983 | Yamaha   | Campionat de Sud-àfrica       | 250cc  |
|      |          |                               |        |
| 1988 | Honda    | Campionat del món de veterans | >30    |
|      |          |                               |        |
| 1990 | Honda    | Campionat del món de veterans | >30    |
| 1991 | Honda    | Campionat del món de veterans | >30    |
| 1992 | Kawasaki | Campionat del món de veterans | >30    |

### Resum
- 4 Campionats del món de motocròs per a veterans majors de 30
- 1 Campionat del món de motocròs de 4T
- 2 Campionats de motocròs de Sud-àfrica (1 x 500cc, 1 x 250cc)
- 2 Campionats CMC California Golden State de motocròs (1 x 500cc, 1 x 250cc)